# Куріпка сичуанська
Курі́пка сичуанська (Arborophila rufipectus) — вид куроподібних птахів родини фазанових (Phasianidae). Ендемік Китаю.

## Опис
Довжина птаха становить 28-30,5 см. Забарвлення переважно сіро-коричневе. У самців на грудях широка каштанова смуга, над очима білі "брови", тім'я коричневе, від дзьоба до очей ідуть чорні смуги, на скронях яскраві руді плями, горло біле, поцятковане чорними смужками. Самиці мають подібне, хочі і дещо тьмяніше забарвлення.

## Поширення і екологія
Сичуанські купіпки мешають переважно на півдні провінції Сичуань, а також на півночі провінції Юньнань, зокрема на горі Лаоцзюнь. Вони живуть у широколистяних лісах, зустрічаються на висоті від 1100 до 1800 м над рівнем моря (іноді до 2250 м над рівнем моря). Віддають перевагу первинним лісам з густою кроною, не надто густим підліском і великою кількістю опалого листя. Ночують сичуанські куріпки у чагарникових заростях.

## Збереження
МСОП класифікує цей вид як такий, що знаходиться під загрозою зникнення. За оцінками дослідників, популяція сичуанських куріпок становить від 1500 до 4000 птахів. Раніше їм загрожувало знищення природного середовища, однак зараз проводяться заходи з відновлення природного середовища.